# Der sechste Bruder, der mit den abgeschnittenen Lippen

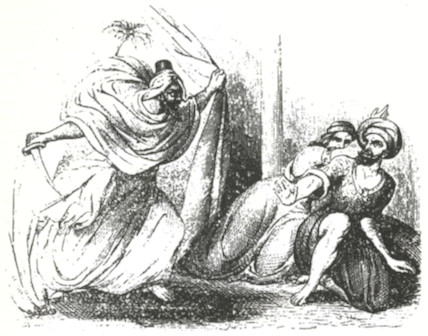
Illustration

Der sechste Bruder, der mit den abgeschnittenen Lippen ist ein Schwank aus Tausendundeine Nacht. Er steht in Claudia Otts Übersetzung als Der sechste Bruder, der mit den abgeschnittenen Lippen (Nacht 166–168), bei Max Henning und bei Gustav Weil als Geschichte des sechsten Bruders des Barbiers.

## Inhalt
Der Friseur erzählt, wie sein sechster, verarmter Bruder bei einem Herrn bettelt, der nur vorgibt, ihn zu speisen, wobei nichts am Tisch steht. Er spielt aber so schön mit, dass er sein Verwalter wird. Nach 20 Jahren stirbt der Herr und der Bruder ist wieder arm. Beduinen fangen ihn, fordern Geld und schneiden ihm eine Lippe ab. Weil er mit der Beduinenfrau redet, wird er noch kastriert und einen Abhang hinunter geworfen. Er wird gefunden und vom Erzähler versorgt.

## Einordnung
Erwähnter Herr sei einer der „Barmakidensöhne“ gewesen. Es erzählt der Friseur aus Die Geschichte des Schneiders: Der hinkende junge Mann aus Bagdad und der Friseur und Die Geschichte des Friseurs. Nach seinen vorangehenden Geschichten, ist mit dieser wohl der Gipfel des Unglaubwürdigen erreicht. Als Pointe rettet der Friseur dann in der Rahmengeschichte Der Bucklige, der Freund des Kaisers von China allen das Leben.